# Ecma
- [http:// ECMA - Enciclopedia de Cultura Japonesa, Manga y Anime (by Coanime.net)]

ECMA (Enciclopedia de Cultura Japonesa, Manga y Anime) by Coanime.net es un sitio web de noticias de la industria del anime que reporta acerca de la Cultura Japonesa, el estado del Anime, Manga, música popular japonesa y otros asuntos relacionados con la cultura otaku dentro de Sudamérica el mundo de la lengua Hispana y Japón y otras partes del mundo de vez en cuando. El sitio web también presenta críticas y otros contenidos de tipo editorial (blogs, artículos destacados, etc..), acontecimientos actuales y una enciclopedia. La enciclopedia contiene una gran cantidad de información acerca mangas, animes, personajes japoneses del medio, revistas, editoriales. productoras, etc.